# Zeke Mowatt
Zeke Mowatt (Wauchula, 5 de março de 1961) é um ex-jogador profissional de futebol americano estadunidense. Ele foi campeão da temporada de 1986 da National Football League jogando pelo New York Giants.